# Lou Fine
Louis Kenneth Fine (Nueva York, 26 de noviembre de 1914 - Nueva York, 24 de julio de 1971), conocido como Lou Fine y bajo los seudónimos Fred Sande, Curt Davis, Basil Berold, Kenneth Lewis y E. Lectron, fue un influyente artista de historietas estadounidense que se desempeñó, principalmente, en revistas pulp durante la Edad de oro de las historietas.
Trabajó en el floreciente campo de las historietas, siendo contratado para una variedad de estudios y empaquetadores, incluyendo Eisner & Iger. Tuvo una relevante influencia en el medio, siendo activo entre fines de la década de 1930 y mediados de la década de 1940.
El primer cómic publicado por Fine fue la tira Wilton of the West en el número 4 de Jumbo Comics de Fiction House (diciembre de 1938), firmada bajo el seudónimo de Fred Sande (que el autor de la tira Jack Kirby había usado en ediciones anteriores). Otros seudónimos tempranos que Fine empleó (que reflejan los intentos de los incipientes Eisner & Iger de convencer a los editores de que tenían un gran grupo de artistas) fueron Curt Davis y Basil Berold. Eisner diría más tarde: «respetaba su imponente estilo de dibujo. Era el epítome del dibujante honesto. Sin falsificaciones, sin deslumbramientos, muy directo, muy honesto en su enfoque». 